# Кибаль, Иван Андреевич
Иван Андреевич Киба́ль (1922—2001) — генерал-лейтенант Советской Армии, участник Великой Отечественной войны, Герой Советского Союза (1944).

## Биография
Родился 8 июля 1922 года на станции Исилькуль. Окончил среднюю школу. В августе 1941 года был призван на службу в Рабоче-крестьянскую Красную Армию. С мая 1942 года — на фронтах Великой Отечественной войны. Принимал участие в боях на Воронежском и 1-м Украинском фронтах, три раза был ранен. К сентябрю 1943 года старший лейтенант был комсоргом 957-го стрелкового полка 309-й стрелковой дивизии 40-й армии Воронежского фронта. Отличился во время битвы за Днепр.
24 сентября 1943 года во главе передовой разведгруппы переправился через Днепр, пробрался в немецкий тыл и разведал вражескую оборону, уничтожил пулемётное гнездо и захватил «языка». Действия группы способствовали успешному форсированию Днепра основными частями полка и освобождению двух сёл. В боях на Букринском плацдарме участвовал в отражении 11 немецких контратак. В критический момент боя он принял на себя командование взводом противотанковых ружей, отразив очередную контратаку.
Представлен к награждению званием Героя Советского Союза за мужество и героизм, проявленные при форсировании Днепра. Указом Президиума Верховного Совета СССР «О присвоении звания Героя Советского Союза генералам, офицерскому, сержантскому и рядовому составу Красной Армии» от 10 января 1944 года за «образцовое выполнение боевых заданий командования на фронте борьбы с немецко-фашистскими захватчиками и проявленные при этом отвагу и геройство» был удостоен высокого звания Героя Советского Союза с вручением ордена Ленина и медали «Золотая Звезда».
12 марта 1944 года получил тяжёлое ранение, после чего был признан негодным к строевой службе. Однако после длительных тренировок ему удалось вернуться в строй.
В 1953 году он с отличием окончил Военную академию имени Фрунзе. Служил на высоких командных должностях. В 1973—1986 годах занимал должность заместителя командующего войсками Прибалтийского военного округа по Гражданской обороне. С 1982 по 1985 годы находился в специальной командировке в Афганистане, создавал местную службу Гражданской обороны. В мае-июне 1986 года участвовал в ликвидации последствий аварии на Чернобыльской АЭС.
В 1986 году в звании генерал-лейтенанта он вышел в отставку. Проживал в Риге, но после распада СССР вернулся на родину. Умер 20 декабря 2001 года, похоронен в Исилькуле.
Почётный гражданин Омской области и Исилькульского района. Был также награждён тремя орденами Красного Знамени, орденами Трудового Красного Знамени и Отечественной войны 1-й степени, четырьмя орденами Красной Звезды, орденом «За службу Родине в Вооруженных Силах СССР» 3-й степени, двумя афганскими орденами, рядом медалей.
В честь Кибаля названа улица в Исилькуле.